# Penium margaritaceum
Penium margaritaceum là một loài Song tinh tảo trong họ Desmidiaceae, thuộc chi Penium.